# David McGrath
David McGrath (ur. 30 sierpnia 1984 w Brisbane) – australijski wioślarz.

## Osiągnięcia
- Mistrzostwa Świata U-23 – Hazewinkel 2006 – czwórka ze sternikiem – 2. miejsce[1].
- Mistrzostwa Świata – Linz 2008 – ósemka wagi lekkiej – 8. miejsce[1].